# 슬픔은 파도를 넘어
"슬픔은 파도를 넘어"는 1968년 공개된 대한민국의 영화이다.

## 배역
- 김천만
- 신성일
- 윤정희
- 김금수
- 이민자
- 방성자
- 박암
- 강민호
- 김칠성
- 장훈
- 최창호
- 성소민
- 김신재
- 지계순
- 권일정
- 라정옥
- 권오상
- 최병철